# Peștera Buciumul Sucit
Peștera Buciumul Sucit  este o peșteră fosilă, de mici dimensiuni. 

## Localizare
Se află în Munții Bihorului, în comuna Gârda de Sus, nu departe de peștera Scărișoara și Pojarul Poliței. Pentru a ajunge la ea se recomandă ajutorul unui ghid local. 

## Istoric
Cunoscută și folosită  de către localnici încă din cele mai vechi timpuri, a fost explorată pentru prima dată în 1950-1953 de  Traian Dobre, pe atunci tânăr ghid al pesterii Scărișoara.
În 1955 el îl conduce pe Marcian Bleahu la această peșteră. Acesta o menționează apoi în lucrări de specialitate. 
În anul 1969, ajutat de acelaș ghid, Viorel Roru Ludușan cartează peștera.
Liviu Valenaș cartează și menționează peștera în 1977.

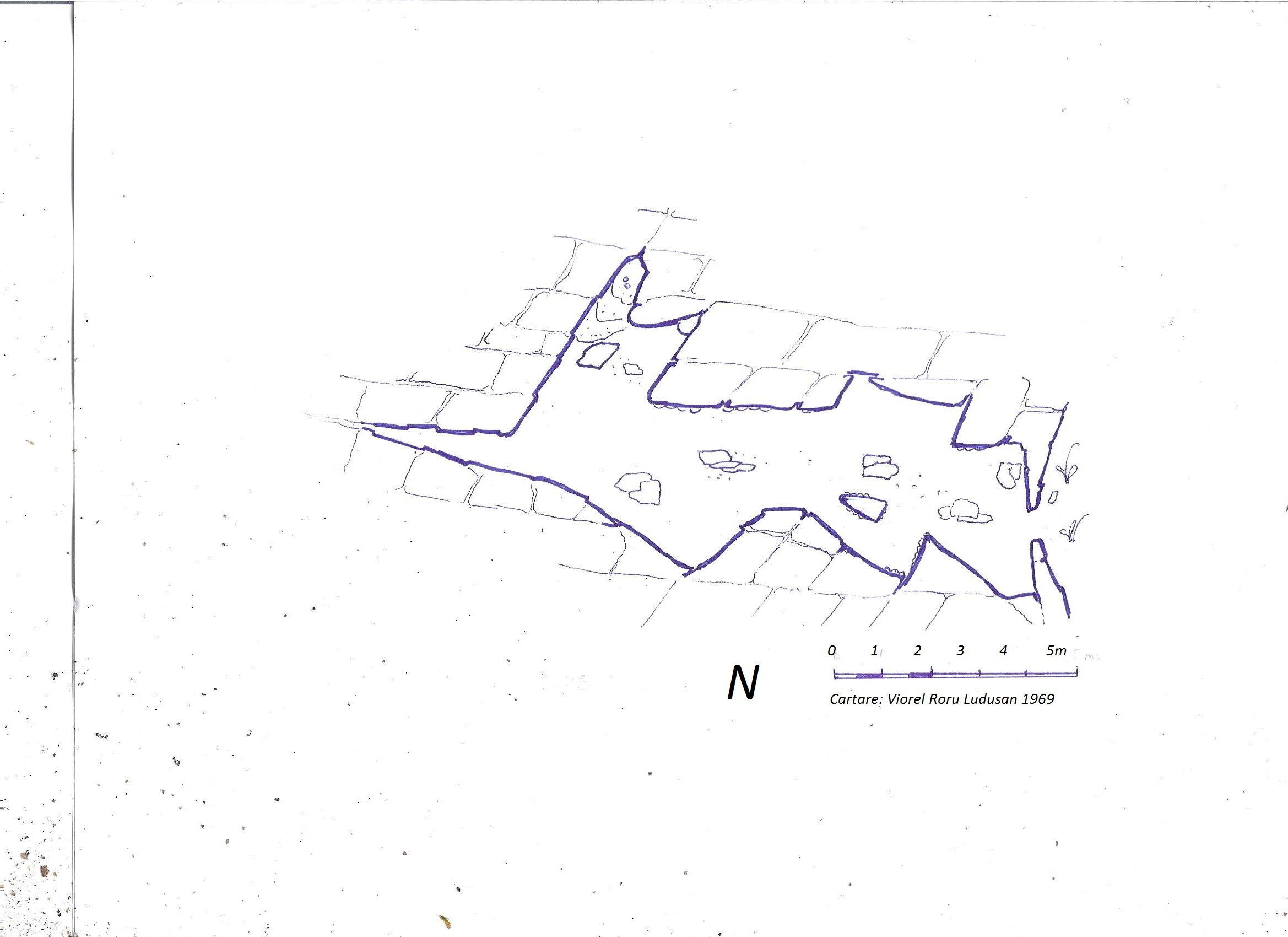
Harta pesterii

## Toponomie
Cunoscută de localnici ca "Peștera de sub Piatra Parjolii", a fost botezată de Marcian Bleahu ca "Buciumul Sucit" pornind de la o formațiune care sugerează această asemanare. Mai târziu, pe la sfârșitul anilor '70 apare varianta de "Buciumul cel Ciucit". Este felul scâlciat în care îi pronunța denumirea Lucian Dobre, fiul ghidului de la Scărisoara. Avea pe atunci câțiva ani și conducea speologii la această peșteră. 

## Descriere
Este o peșteră de mici dimensiuni (25 m) cu câteva scurgeri parietale și domuri. Printr-o intrare scundă se pătrunde într-o galerie unică, orizontală, usor serpuitoare.

## Condiții de vizitare
Peștera este greu de găsit. Se poate vizita respectând legislația în vigoare dacă găsiți un ghid să vă ducă la ea.

## Biologie
Sunt prezente multe elemente trogloxene (moluște, coleoptere) și Pholeuon proserpinae glaciale.

## Arheologie
Nu au fost făcute cercetări în acest domeniu dar arheologii pot avea surprize în peșteră.